# センタービレッジ
センタービレッジは日本のアダルトビデオメーカー。熟女人妻最強メーカーをうたっている。

## 概要
2000年設立。2004年には、里中亜矢子、紫綾乃などの作品で、熟女・人妻AVの火付け役となった。
グローバル・エディットの『隣りの三十代妻』2009年7月号で、本メーカーの特集が行われた。
2010年6月17日、パラダイステレビで合格者はセンタービレッジからAVデビューできるオーディション、『美熟女AVスター誕生!』が行われ、高畑ゆりが合格した。
2012年のアダルトビデオ30周年を記念したAV30に、他のメーカーとともに参加している。
『初撮り人妻ドキュメント』は人気シリーズとなっており、50代女性の出演作品が人気があるという。

## 主なシリーズ
- 初撮り人妻ドキュメントシリーズ（人妻、五十路妻、六十路妻、七十路妻）
- 我が家の美しい姑
- 友達の母親～最終章～
- 抜かずの六発中出し 近親相姦密着交尾
- 娘が不在中、娘の彼氏に無理やり中出しされ発情した彼女の母親
- 声が出せない絶頂授業で10倍濡れる人妻教師
- 「初めてがおばさんと生じゃいやかしら？」童貞くんが人妻熟女と最高の筆下ろし性交